# Inika McPherson

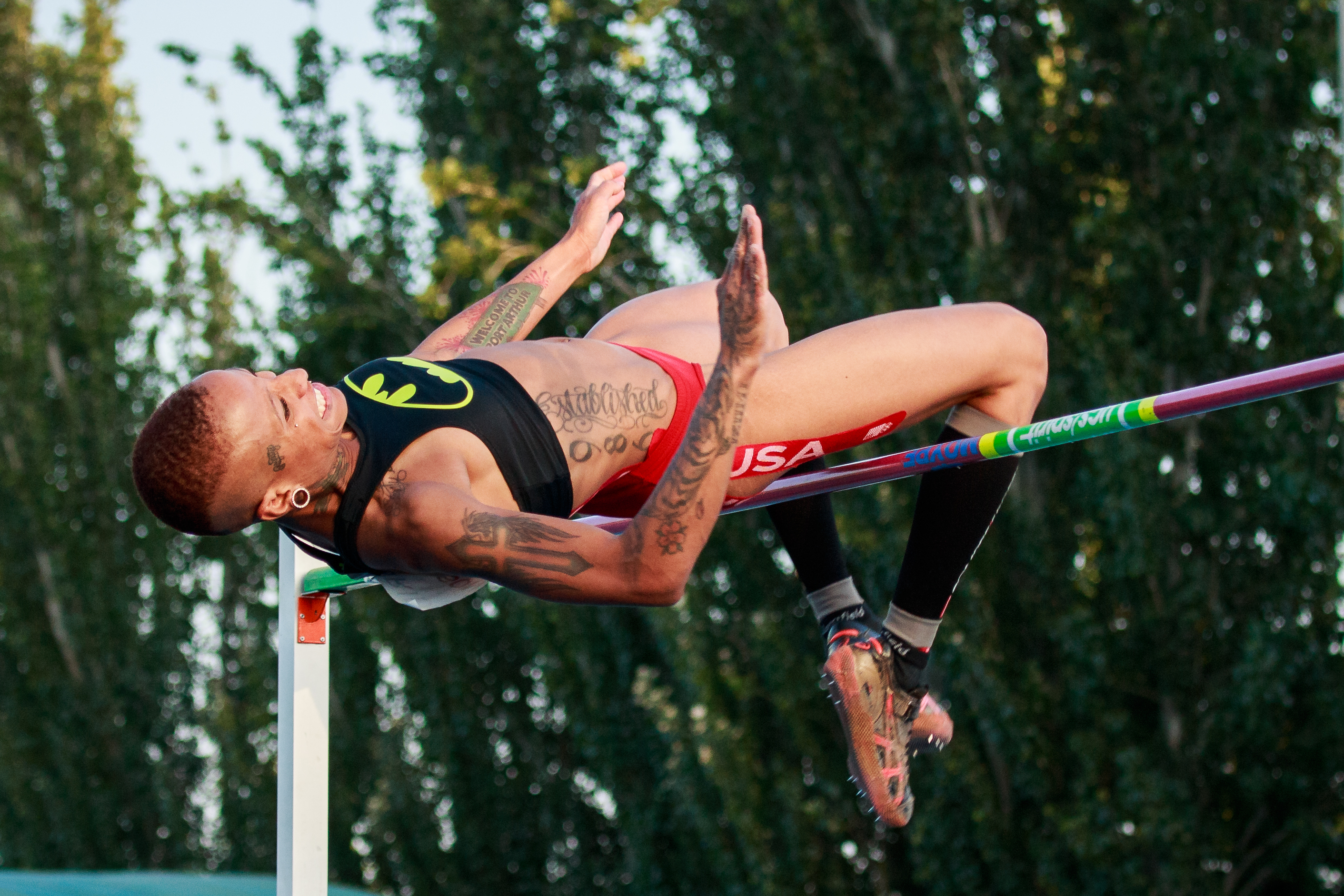
Inika McPherson

Inika McPherson  (* 29. September 1986 in Galveston, Texas) ist eine US-amerikanische Leichtathletin.

## Leben
McPherson besuchte die Memorial High School in Port Arthur, Texas, und studierte an der University of California, Berkeley. 2007 nahm sie an den Panamerikanischen Spielen teil. 2013 und 2014 war sie USA Indoor Track and Field Champion. 2011, 2012, 2013 und 2014 nahm sie im Hochsprung bei den Weltmeisterschaften teil. 2016 nahm sie bei den Olympischen Spielen in Rio de Janeireo im Hochsprung teil.
2022 wurde McPherson bei einem Dopingtest positiv auf Furosemid getestet. In Folge wurde sie für 16 Monate gesperrt.